# BB Steal
BB Steal es una banda de hard rock y arena rock originaria de Sídney, Australia, que comenzó a finales de los años 1980, y que alcanzó el éxito en la década de los 90 con su disco “On the Edge” producido por el guitarrista de Def Leppard, Phil Collen. Actualmente, se encuentran grabando su nuevo disco, “Resurrección”.

## Historia
BB Steel fue creado por exmiembros de BOSS, el vocalista Craig Csongrady, en la guitarra el inglés Kevin Pratt, y el baterista Peter Heckenberg. El primer single de la banda, 'I Believe', fue escrito por Jesse Harms y posteriormente fue grabado por el frontam de Survivor, Jimi Jamison en su álbum debut como solista. A pesar de ser un excelente single, cuando 'I Believe' falla en los chart de Australia, disminuyen su teclado y su sonido se endureció considerablemente. Luego, Peter Heckenberg, pasa a unirse a The Bombers, pero luego sería sustituido por James Young para el álbum. 
En 1992, BB Steal lanza su aclamado álbum “On the Edge”. Grabado en Los Ángeles (EE. UU.) y Montreal (Canadá), este trabajo fue diseñado por Rob Jacobs (Bon Jovi, Eagles, Don Henley) y Pete Woodroffe (Def Leppard), con tambores realizado por Scott Crago (Águilas), bajo la guitarra de Andy Cichon (Shania Twain, Billy Joel y Madonna) y las guitarras / coros / coproducción de Phil Collen (Def Leppard) 
El disco tuvo un éxito moderado, que le permitió una gira australiana con Def Leppard.
En 2006 se produjo un regreso al estudio, con un nuevo álbum llamado "Resurrección". Este álbum fue muy diferente en estilo, aparte de ser ahora un trío, tienen un enfoque más moderno, y algunos podrían decir que fue el más "individualista" de todas las emisiones de BB Steal. Aunque, parecer ser que este disco nunca fue lanzado oficialmente, ya que parece ser que se ha filtrado en internet ilegalmente.
BB Steal regresó en el 2009 después de haber puesto los toques finales a un nuevo álbum y en la actualidad inédita "Resurrección" producido por Csongrady y Peter Blyton. La banda tiene dos muestra de apoyo con los ángeles en Adelaida y en breve anunciará las fechas de viajes de la costa este.
- Datos: Q4835109